# Mertener Höhe

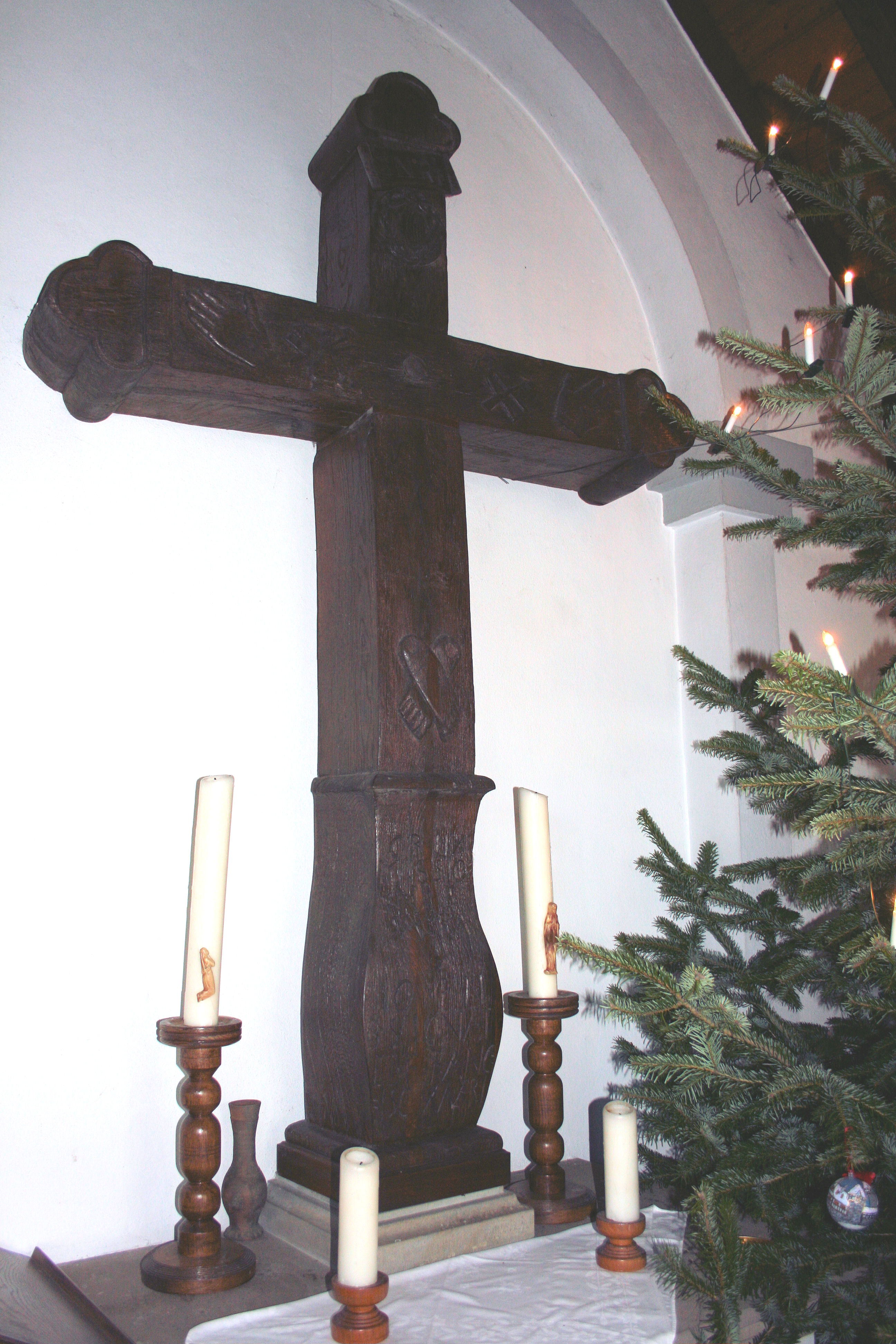
Das Kapellenkreuz

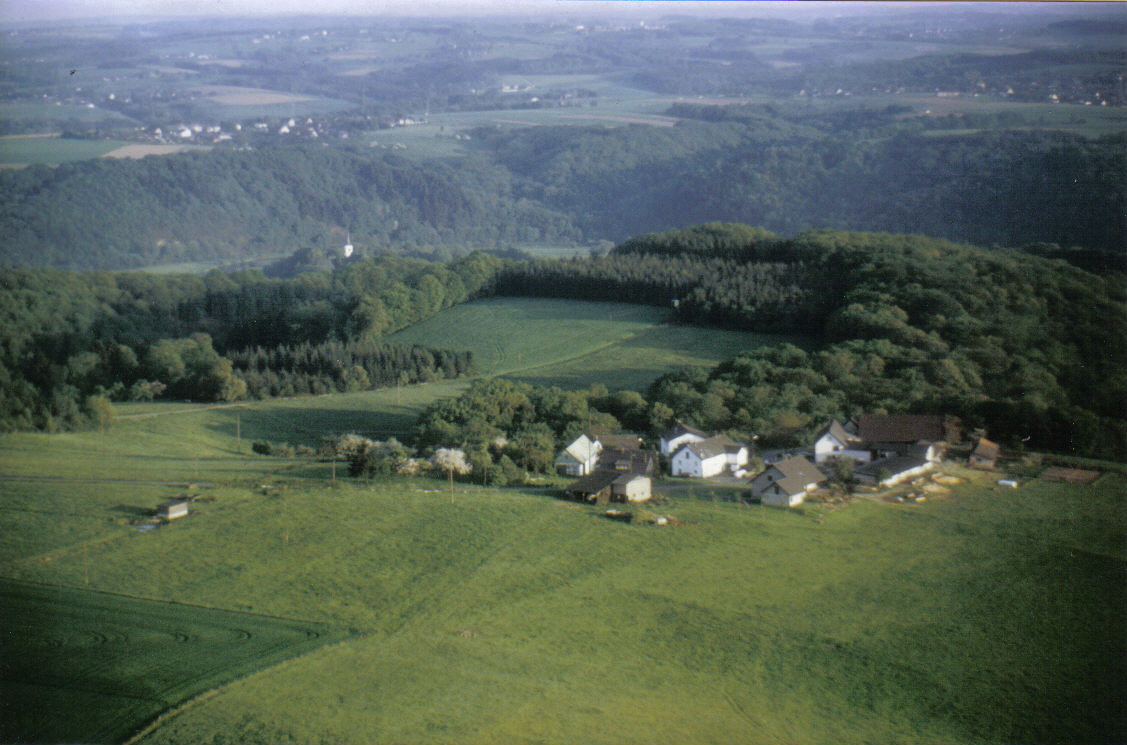
Die Mertener Höhe

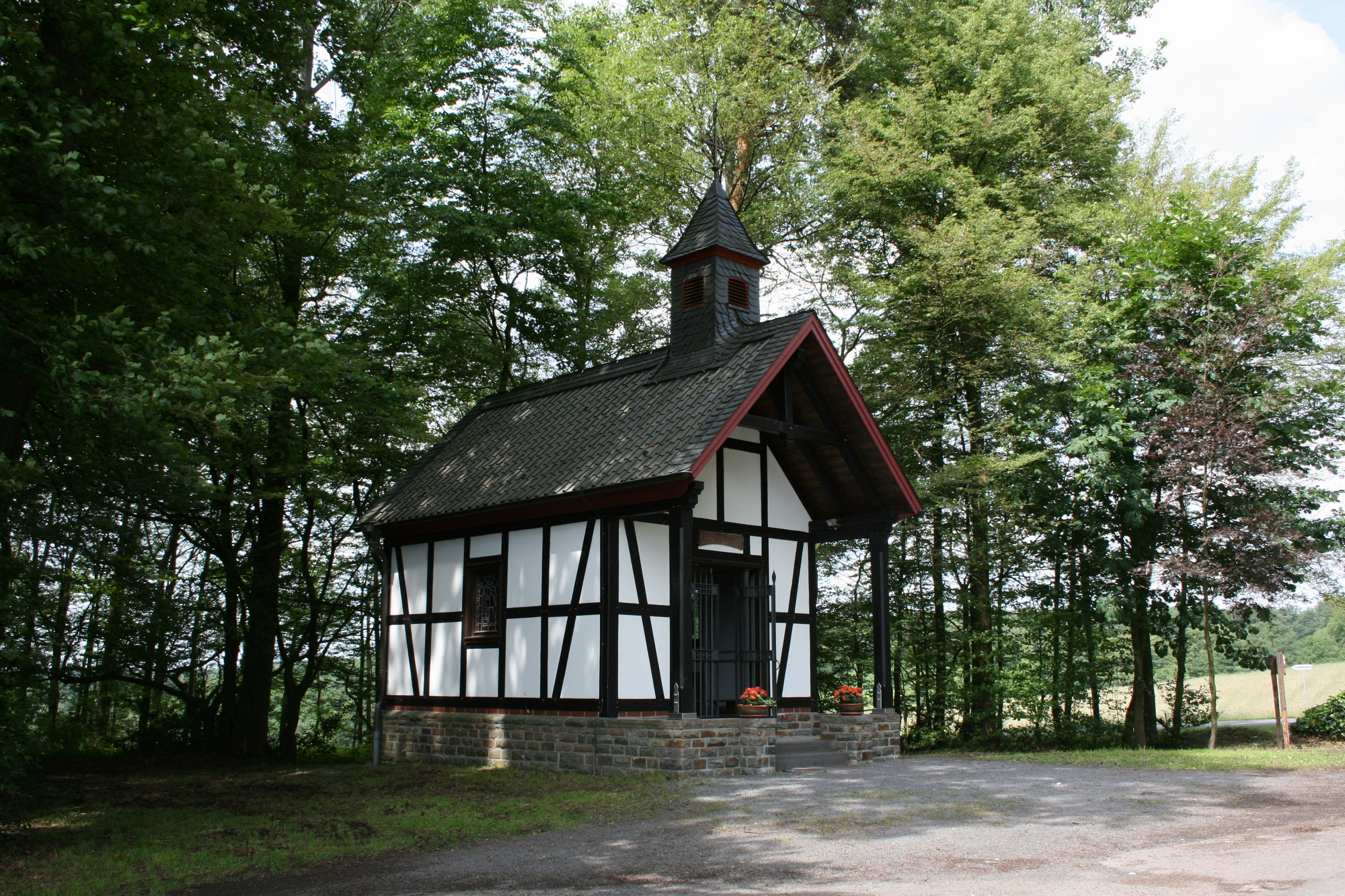
Die Brucher Kapelle

Die Mertener Höhe bezeichnet eine Ansammlung von Ortschaften oberhalb von Merten in der Gemeinde Eitorf. Das in der Nutscheid liegende Gebiet umfasst die Weiler
- Leye,
- Büsch bei Merten
- Weiden,
- Balenbach,
- Bruch und
- Hohn.

Die Kapelle an der Wegkreuzung zwischen Hohn und Bruch wurde 1792 errichtet. Die Inschrift über der Tür lautet: Diese Capel haben die Eingesessenen tiser Nachbarschaft aufrichten lassen zu Ehren tes heiligen Franziscus-Xaveri. 1928 wurde die Kapelle vergrößert und neu eingeweiht.
Koordinaten: 50° 47′ 0″ N, 7° 23′ 48″ O